# 1908년 하계 올림픽 사격 남자 소멸 타겟 소구경 소총
1908년 하계 올림픽 사격 남자 소멸 타겟 소구경 소총은 1908년 하계 올림픽 사격의 15개 세부종목 중 하나로, 1908년 7월 11일 비즐리 소총사격장에서 열렸다. 총 5개국 22명의 선수가 참가하였다.
소멸 타겟 소구경 소총 종목의 장비는 .22, .297/230 구경 소총만 허용되는 식으로 제한되었다. 확대경과 망원경은 사용이 금지되었다. 경기 시 사용된 표적은 높이 10cm, 너비 3.8cm (높이 4인치, 너비 1.5인치)의 3/4길이 실루엣이었으며, 23m (25야드) 거리에 3초 동안 나타났다가 사라지기를 5번 반복하였으며 총 15회의 사격기회가 주어졌다. 표적의 위쪽 3분의 2를 맞추면 3점, 그 외에는 1점으로 계산됐다. 한 국가당 최대 12명의 선수가 출전할 수 있었다.
대회 공식 보고서의 기록에 따르면 최고점수를 기록한 선수는 8명이었는데, 공동기록자의 순위를 어떻게 구분하였는가는 전해지지 않고 있다.

## 경기 결과
| 순위 | 선수                          | 점수 |
| ---- | ----------------------------- | ---- |
| 1    | 윌리엄 스타일스 (GBR)         | 45   |
| 2    | 해롤드 호킨스 (GBR)           | 45   |
| 3    | 에드워드 애무어 (GBR)         | 45   |
| 4    | 윌리엄 밀른 (GBR)             | 45   |
| 5    | 제임스 밀른 (GBR)             | 45   |
| 6    | 아서 와일드 (GBR)             | 45   |
| 7    | 빌헬름 칼베리 (SWE)           | 45   |
| 8    | 해롤드 험비 (GBR)             | 45   |
| 9    | 에리크 칼베리 (SWE)           | 42   |
| 9    | 존 플레밍 (GBR)               | 42   |
| 9    | 모리스 매튜스 (GBR)           | 42   |
| 9    | 에드워드 뉴이트 (GBR)         | 42   |
| 9    | 오토 본 로센 (SWE)            | 42   |
| 9    | 프란스알베르트 샤르타우 (SWE) | 42   |
| 15   | 요한 휘브네르 본 홀스트 (SWE) | 39   |
| 15   | 윌리엄 핌 (GBR)               | 39   |
| 15   | 필립 플래터 (GBR)             | 39   |
| 18   | 윌리엄 힐 (ANZ)               | 36   |
| 19   | 앙드레 메르시에르 (FRA)       | 30   |
| 19   | 월터 위넌스 (USA)             | 30   |
| 21   | 레옹 종송 (FRA)               | 24   |
| 22   | 레옹 테타르트 (FRA)           | 21   |